# Filgrastim
Filgrastim, tên thương mại Neupogen, là một loại thuốc được sử dụng để điều trị hạ bạch cầu trung tính. Tình trạng này có thể xảy ra sau hóa trị, ngộ độc phóng xạ, HIV/AIDS, hoặc chưa rõ nguyên nhân. Nó cũng có thể được sử dụng để làm tăng số lượng bạch cầu để thu thập trong gạn bạch cầu. Đường dùng bằng cách tiêm tĩnh mạch hoặc dưới da.

## Chỉ định
Filgrastim được sử dụng để điều trị hạ bạch cầu trung tính, kích thích tủy xương để tăng sản xuất bạch cầu trung tính. Nguyên nhân của bạch cầu bao gồm hóa trị và cấy ghép tủy xương.
Filgrastim cũng được sử dụng để tăng số lượng các tế bào gốc tạo máu trong máu trước khi gạn bạch cầu để sử dụng trong tế bào gốc tạo máu.

## Tác dụng phụ
Tác dụng phụ thường gặp nhất là đau xương và phản ứng da tại chỗ tiêm. Tác dụng phụ khác bao gồm dị ứng (phát ban toàn cơ thể, khó thở, chóng mặt, sưng miệng hoặc mắt, tim đập nhanh, và đổ mồ hôi), vỡ lách (đôi khi dẫn đến tử vong), xuất huyết phế nang,  hội chứng suy hô hấp cấp, và ho ra máu. Làm nghiêm trọng thêm tình trạng tế bào hồng cầu hình liềm,,một số trường hợp dẫn đến tử vong, có liên quan đến việc sử dụng filgrastim ở bệnh nhân rối loạn tế bào hình liềm.

## Tương tác
Tương tác giữa filgrastim và các loại thuốc khác vẫn chưa được đánh giá đầy đủ. Thuốc đó có thể làm tăng giải phóng bạch cầu trung tính như lithium nên được sử dụng thận trọng.
Filgrastim chưa được nghiên cứu ở phụ nữ có thai và ảnh hưởng của nó trên thai nhi vẫn chưa rõ. Nếu sử dụng filgrastim khi mang thai, vết của thuốc có thể được tìm thấy trong máu của em bé. Vẫn chưa biết thuốc có thể qua sữa mẹ không.

## Cơ chế hoạt động
Filgrastim là một yếu tố kích thích dòng bạch cầu hạt ở người(G-CSF) sản xuất bởi công nghệ tái tổ hợp DNA. G-CSF điều hòa sự sản xuất của bạch cầu trung tính trong tủy cương, G-CSF nội sinh là một glycoprotein sản xuất bởi tế bào monocyt, tế bào sợi và nội mô.

### Sản xuất
Thuốc được sản xuất bởi công nghệ tái tổ hợp DNA. Các gen của yếu tố kích thích dòng bạch cầu hạt ở người được đưa vào vật chất di truyền của Escherichia coli. G-CSFđược sản xuất bởi E. coli khác với  G-CSF tự nhiên trong cơ thể người.